# Lophocebus albigena
Lophocebus albigena är en däggdjursart som först beskrevs av Gray 1850.  Lophocebus albigena ingår i släktet Lophocebus och familjen markattartade apor. IUCN kategoriserar arten globalt som livskraftig. Det svenska trivialnamnet gråkindad mangab förekommer för arten.
Inga underarter finns listade i Catalogue of Life. Wilson & Reeder (2005) skiljer mellan tre underarter.

## Utseende
Hanar är med en kroppslängd (huvud och bål) av 54 till 73 cm och en vikt av 6 till 11 kg större än honor. De senare blir 43 till 61 cm lång (huvud och bål) och når en vikt av 4 till 7 kg. Svanslängden för båda kön är 73 till 100 cm. Lophocebus albigena har en svartgrå till svartbrun päls. Kännetecknande är långa hår på axlarna, liksom en man, som ofta har ljusare färg. Dessutom är kinderna täckta med grå hår.

## Utbredning och habitat
Denna primat förekommer i centrala Afrika från centrala Kamerun och Gabons kust till Uganda och Rwanda. En isolerat population finns i gränsområdet mellan Nigeria och Kamerun. I bergstrakter når arten 1600 meter över havet men den är även vanlig i låglandet. Habitatet utgörs av olika slags skogar.

## Ekologi
Lophocebus albigena äter frukter och frön och kanske några andra växtdelar som kompletteras med ryggradslösa djur. Hannar och honor bildar flockar som har ett 2 till 4 km² stort revir. Gruppernas territorier överlappar varandra.
Honor kan troligen para sig under alla årstider. När de är parningsberedda blir regionen kring deras könsorgan och anus tjockare och rosa. Efter dräktigheten som varar cirka 6 månader föds allmänt en unge. Med människans vård kan Lophocebus albigena leva 32 år.